# One More Time…
One More Time… (englisch für: „Ein Mal noch…“) ist das neunte Studioalbum der US-amerikanischen Punkrock-Band Blink-182. Es wurde am 20. Oktober 2023 über das Label Columbia Records veröffentlicht und ist das erste Album nach der Rückkehr von Tom DeLonge. Das Album erreichte Platz eins der US-amerikanischen Albumcharts. Am 6. September 2024 veröffentlichte die Band unter dem Titel One More Time… Part 2 eine Deluxe-Version des Albums mit acht weiteren Titeln.

## Entstehung

### DeLonges Rückkehr
Im Januar 2015 gaben der Bassist Mark Hoppus und der Schlagzeuger Travis Barker die Trennung vom Gitarristen Tom DeLonge bekannt. In einem Interview mit dem US-amerikanischen Magazin Rolling Stone bezeichneten Hoppus und Barker DeLonge als „respektos und undankbar“ und ergänzten, dass DeLonge von sich aus aussteigen wollte. Als Ersatz wurde Matt Skiba von der Band Alkaline Trio in die Band geholt. In dieser Besetzung veröffentlichte die Band die Alben California und Nine. Während dieser Zeit begann DeLonge, sein Verhältnis zu Barker wieder herzustellen.
Noch im Juni 2019 dementierte Mark Hoppus Gerüchte, dass eine Wiedervereinigung mit Tom DeLonge möglich wäre. Dies änderte sich zwei Jahre später, als bei Hoppus eine Krebserkrankung in Form eines malignen Lymphoms diagnostiziert wurde. Laut Hoppus wäre DeLonge einer derjenigen gewesen, die ihn während der Chemotherapie am stärksten unterstützt hätten. Hoppus’ Erkrankung führte schließlich zu geheimen Treffen zwischen den drei Musikern, die schließlich zur Wiedervereinigung führten.

### Produktion
Das Album wurde komplett vom Schlagzeuger Travis Barker produziert. Die Aufnahmen der Songs, die dem Pop-Punk-Genre zuzuordnen sind, fanden in den Jahren 2022 und 2023 über einen Zeitraum von sieben Monaten statt. Dabei nutzten die Musiker ihre eigenen Heimstudios, zum größten Teil jedoch Travis Barkers Studio The Waiting Room in Woodland Hills. Barker hatte das Studio im Jahre 2020 gekauft. Die Anfänge der Aufnahmen wurden von der Band zunächst vor der Öffentlichkeit geheim gehalten um sich vorsichtig der Verkündung der Wiedervereinigung mit Tom DeLonge zu nähern.
Travis Barker hatte zuvor schon einzelne Lieder der Band produziert und machte sich in den Jahren zuvor einen Namen als Produzent anderer Künstler, allen voran für Machine Gun Kelly mit seinen Alben Tickets to My Downfall und Mainstream Sellout. Anfangs war Barker etwas zurückhaltend, seinen Bandkollegen vorzuschlagen, dass er die Produzentenrolle übernehmen sollte. Schließlich übernahm er die Rolle von sich aus, als DeLonge und Mark Hoppus eines Tages das Studio verließen. Travis Barker begab sich während der Produktion in die Rolle eines Fans und nahm sich Jerry Finn zum Vorbild, der Blink-182-Alben wie Enema of the State oder Take Off Your Pants and Jacket produziert hatte.
Das Lied Terrified wurde ursprünglich im Jahr 2002 für DeLonges und Barkers Projekt Box Car Racer geschrieben. DeLonge sprach im Jahr 2021 darüber, das Lied unter dem Namen Box Car Racer zu veröffentlichen. Während der Produktion von One More Time… entschlossen sich DeLonge und Barker, den Titel als Blink-182 zu veröffentlichen. Neben den drei Bandmitgliedern halfen mit Aaron Rubin, Nick Long, Ryan Tedder von der Band OneRepublic, Robert Smith von der Band The Cure, Andrew Goldstein, Aldae, Brian Lee, Dan Book, Michael Pollack und Tim Armstrong von der Band Rancid insgesamt zehn Gastautoren beim Songwriting.

## Veröffentlichung

### Covergestaltung

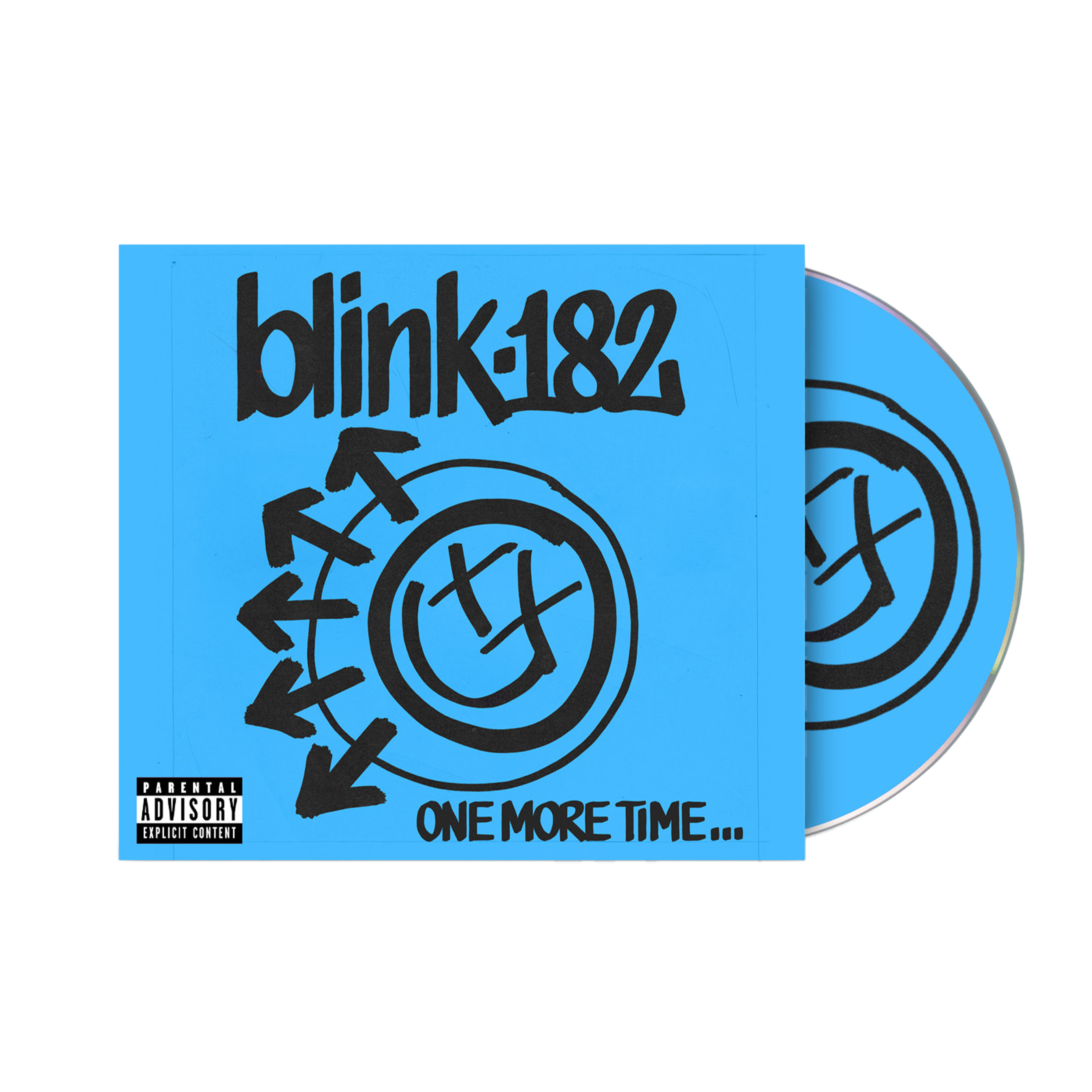
Blaues CD-Albumcover

One More Time… wurde mit verschiedenen Covern veröffentlicht. Das erste Albumcover ist schwarz-weiß und zeigt Porträtfotos der drei Blink-182-Mitglieder Tom DeLonge, Travis Barker und Mark Hoppus sowie darunter die schwarzen Schriftzüge blink-182 und One More Time…. Der Hintergrund ist weiß gehalten. Das zweite Cover zeigt das Logo der Band in Schwarz – ein lächelnder Smiley, dessen Augen Kreuze sind und der von einem Kreis umgeben ist, an dem sich fünf nach links zeigende Pfeile befinden. Darüber befindet sich der schwarze Schriftzug blink-182, während der Titel One More Time…, ebenfalls in Schwarz, rechts unten steht. Der Hintergrund ist je nach Version in den Farben blau, grün und rosa gehalten.

### Singles
Bereits am 14. Oktober 2022 wurde das Lied Edging als erste Single veröffentlicht und erreichte Platz 31 der britischen Charts sowie Rang 61 der Billboard Hot 100. Die zweite Auskopplung One More Time erschien zusammen mit More Than You Know am 21. September 2023 und belegte Position 28 im Vereinigten Königreich sowie Platz 62 in den Vereinigten Staaten. Am 5. Oktober folgte die dritte Single Dance with Me, die Rang 55 der britischen Charts erreichte, bevor am 13. bzw. 18. Oktober 2023 die Stücke Fell in Love und You Don’t Know What You’ve Got ausgekoppelt wurden. Zu Edging, One More Time und Dance with Me wurden auch Musikvideos gedreht.

### Deluxe-Version
Am 6. September 2024 veröffentlichte die Band unter dem Titel One More Time… Part 2 eine Deluxe-Version des Albums mit acht weiteren Titeln. Als erste Single daraus wurde am 23. August 2024 das Lied All in My Head ausgekoppelt. Die Deluxe-Version wurde physisch auf Vinyl in zwei Varianten veröffentlicht. Eine Version enthält neben den neuen Liedern die Titel der Originalversion und erscheint auf zwei LPs. Die andere Version enthält nur die neuen Titel sowie die zuvor nur digital veröffentlichen Lieder Cut Me Off und See You und erscheint auf einer Langspielplatte.

## Titelliste
| Nr.          | Titel                          | Autor(en)                              | Leadgesang      | Länge |
| ------------ | ------------------------------ | -------------------------------------- | --------------- | ----- |
| 1.           | Anthem Part 3                  | Aaron Rubin                            | Hoppus, DeLonge | 3:33  |
| 2.           | Dance with Me                  | Rubin, Nick Long                       | Hoppus, DeLonge | 3:08  |
| 3.           | Fell in Love                   | Rubin, Long, Ryan Tedder, Robert Smith | Hoppus, DeLonge | 2:18  |
| 4.           | Terrified                      | Long                                   | DeLonge         | 2:48  |
| 5.           | One More Time                  | Andrew Goldstein, Aldae                | Hoppus, DeLonge | 3:28  |
| 6.           | More Than You Know             | Rubin                                  | Hoppus, DeLonge | 3:37  |
| 7.           | Turn This Off!                 | Brian Lee                              | Hoppus, DeLonge | 0:24  |
| 8.           | When We Were Young             | Rubin, Lee                             | Hoppus, DeLonge | 2:41  |
| 9.           | Edging                         | Long, Dan Book                         | Hoppus, DeLonge | 2:31  |
| 10.          | You Don’t Know What You’ve Got | Long, Michael Pollack                  | Hoppus, DeLonge | 3:19  |
| 11.          | Blink Wave                     | Rubin                                  | Hoppus, DeLonge | 3:08  |
| 12.          | Bad News                       | Rubin                                  | Hoppus          | 2:20  |
| 13.          | Hurt (Interlude)               |                                        | DeLonge         | 1:22  |
| 14.          | Turpentine                     | Rubin                                  | Hoppus, DeLonge | 3:05  |
| 15.          | Fuck Face                      | Tim Armstrong                          | DeLonge, Barker | 0:27  |
| 16.          | Other Side                     |                                        | Hoppus          | 2:10  |
| 17.          | Childhood                      | Rubin, Lee                             | Hoppus, DeLonge | 4:19  |
| Gesamtlänge: | Gesamtlänge:                   | Gesamtlänge:                           | Gesamtlänge:    | 44:35 |

| Nr.          | Titel        | Autor(en)         | Leadgesang       | Länge |
| ------------ | ------------ | ----------------- | ---------------- | ----- |
| 18.          | Cut Me Off   | Tedder, Goldstein | Hoppus, DeLonge  | 2:08  |
| 19.          | See You      | Rubin, Lee        | Goldstein, Aldae | 3:22  |
| Gesamtlänge: | Gesamtlänge: | Gesamtlänge:      | Gesamtlänge:     | 50:05 |

| Nr.          | Titel               | Autor(en)              | Leadgesang      | Länge |
| ------------ | ------------------- | ---------------------- | --------------- | ----- |
| 1.           | No Fun              |                        | DeLonge         | 3:03  |
| 2.           | All in My Head      |                        | Hoppus, DeLonge | 2:43  |
| 3.           | Can’t Go Back       | Goldstein, Aldae       | Hoppus, DeLonge | 2:45  |
| 4.           | Every Other Weekend | Goldstein, Aldae       | Hoppus, DeLonge | 2:45  |
| 5.           | Everyone Everywhere |                        | Hoppus, DeLonge | 3:03  |
| 6.           | If You Never Left   | Long, Tommy English    | Hoppus, DeLonge | 2:59  |
| 7.           | One Night Stand     |                        | Hoppus, DeLonge | 3:35  |
| 8.           | Take Me In          | Lee, Long, Happy Perez | DeLonge, Hoppus | 3:39  |
| Gesamtlänge: | Gesamtlänge:        | Gesamtlänge:           | Gesamtlänge:    | 24:32 |

Notizen
- Alle Tracks sind in Großbuchstaben stilisiert.
- Mark Hoppus, Tom DeLonge und Travis Barker sind die Autoren sämtlicher Lieder. Die obere Tabelle enthält nur die Gastautoren, sofern vorhanden.
- Fell in Love enthält eine Interpolation von Close to Me von The Cure.
- Fuck Face heißt auf der Clean Exclusive Edition des Albums You Talk Too Much (Shut Up) (Interlude)[9]

## Rezeption

### Kritiken
One More Time… wurde von professionellen Kritikern überwiegend durchschnittlich bis positiv bewertet. Die Seite Metacritic errechnete aus 15 Bewertungen englischsprachiger Medien einen Schnitt von 71/100 Punkten.
Tobias Dahs von Powermetal.de bezeichnete One More Time… als „das kompletteste und wahrscheinlich sogar beste Album der gesamten Bandgeschichte“. Anno 2023 steckt „deutlich mehr emotionale Tiefe hinter der hübsch aufpolierten Fassade, auch wenn natürlich die beschwingt-lustigen Radio-Hits nicht fehlen“. One More Time… wäre „eigentlich ein Album, bei dem wirklich für jeden etwas dabei sein sollte“. Dahs vergab 9,5 von zehn Punkten. Emily Carter von Kerrang beschrieb One More Time… als „eines der besten und beständigsten Alben ihrer Karriere“. Das Album bringt ein „neu gewonnenes emotionales Gewicht und existenzielle Reife zu einem Bandkatalog, der meist mit kindischem Spaß und Gossenhumor assoziiert wird“. One More Time… zeigt „auf eine spannendere Zukunft“ für die Band. Carter bewertete das Album mit vier von fünf Punkten.
Vivien Stellmach von Visions schrieb, dass die Band „reifer“ geworden wäre, sich aber „ihren pubertären Humor nicht nehmen lässt“. Das Album enthält „alles, was ihre Pop-Punk-Hymnen um die Jahrtausendwende so beliebt gemacht hat“. Dass die Band ein Album veröffentlicht, „dessen Energie an ihre Durchbruchszeit heranreicht, wäre ein Sieg für sich“. Stellmach vergab acht von zwölf Punkten. Emma Wilkes vom New Musical Express bezeichnete One More Time… als „überraschend berührendes Comeback“. Sie kritisierte allerdings, dass dem Album „vielleicht etwas Abwechselung fehlt“ und dass „manche Hooks nicht so stark sind wie sie sein könnten“. Blink-182 würden „den Pop-Punk nicht wirklich revolutionieren, aber dies war wohl auch nicht das Ziel“. Wilkes vergab drei von fünf Punkten.
Arielle Gordon von Pitchfork schrieb, dass sich die klassische Besetzung von Blink-182 „wiedervereint hat, um die Abgase ihres besten Materials zu erschnüffeln“. Am Ende der 17 Lieder klingt die Band „erschöpft und ermattet von ihren eigenen Scharaden“. Blink-182 wollen „ewiges Leben in einem Zustand des ewigen Rückschritts finden“. Gordon vergab 5,2 von zehn Punkten. Rinko Heidrich von laut.de bewertete One More Time… mit zwei von fünf Punkten. Er bezeichnet das Album als „Dad-Rock-Experiment“, wobei es „technisch und musikalisch nicht unbedingt“ brilliere. Die Band lebe vor allem von der Erinnerung an die früheren Alben und von der Emotionalität. Kritisiert wird zudem „das schwache, auf erwachsen getrimmte Songwriting.“

### Bestenlisten
| Publikation | Liste                                     | Werk           | Platz    |
| ----------- | ----------------------------------------- | -------------- | -------- |
| Kerrang     | The 50 Best Albums of 2023                | One More Time… | 16       |
| Loudwire    | The 25 Best Rock + Metal Albums of 2023 b | One More Time… | J [ 20 ] |
| Loudwire    | The 30 Best Rock + Metal Songs of 2023 c  | One More Time  | J [ 21 ] |

## Kommerzieller Erfolg

### Chartplatzierungen

#### Album
One More Time… stieg am 27. Oktober 2023 auf Platz zwei in die deutschen Albumcharts ein und konnte sich sechs Wochen in den Top 100 halten. Ebenfalls Rang zwei belegte das Album im Vereinigten Königreich, in Österreich, der Schweiz, in Australien sowie in Kanada. In den Vereinigten Staaten erreichte es die Chartspitze. Insgesamt 125.000 Album-equivalente Einheiten wurden im Heimatland der Band in der ersten Verkaufswoche abgesetzt, davon entfielen 101.000 Einheiten auf physische Tonträger. Von den elf Vinylvariaten wurden in der ersten Verkaufswoche insgesamt 49.000 Einheiten verkauft. Damit ist One More Time… das meistverkaufte Rockalbum des Jahres 2023 auf Vinyl.
| ChartsChartplatzierungen            | Höchstplatzierung | Wochen |
| ----------------------------------- | ----------------- | ------ |
| Deutschland (GfK)                   | 2 (6 Wo.)         | 6      |
| Österreich (Ö3)                     | 2 (7 Wo.)         | 7      |
| Schweiz (IFPI)                      | 2 (4 Wo.)         | 4      |
| Vereinigtes Königreich (OCC)        | 2 (4 Wo.)         | 4      |
| Vereinigte Staaten (Billboard)      | 1 (6 Wo.)         | 6      |
| Vereinigte Staaten (Billboard Rock) | 1 (3 Wo.)         | 3      |

#### Singles
| Jahr | Titel                          | Höchstplatzierung, Gesamtwochen, AuszeichnungChartplatzierungen (Jahr, Titel, , Platzierungen, Wochen, Auszeichnungen, Anmerkungen) | Höchstplatzierung, Gesamtwochen, AuszeichnungChartplatzierungen (Jahr, Titel, , Platzierungen, Wochen, Auszeichnungen, Anmerkungen) | Höchstplatzierung, Gesamtwochen, AuszeichnungChartplatzierungen (Jahr, Titel, , Platzierungen, Wochen, Auszeichnungen, Anmerkungen) | Höchstplatzierung, Gesamtwochen, AuszeichnungChartplatzierungen (Jahr, Titel, , Platzierungen, Wochen, Auszeichnungen, Anmerkungen) | Anmerkungen                                             | [↑]: gemeinsam behandelt mit vorhergehendem Eintrag; [←]: in beiden Charts platziert |
| Jahr | Titel                          | DE | UK | US | Rock | Anmerkungen                                             |                                                                                      |
| --- | ------------------------------ | --- | --- | --- | --- | ------------------------------------------------------- | ------------------------------------------------------------------------------------ |
| 2022 | Edging                         | — | UK31 (1 Wo.)UK | US61 (1 Wo.)US | Rock7 (18 Wo.)Rock | Erstveröffentlichung: 14. Oktober 2022                  |                                                                                      |
| 2023 | One More Time                  | DE— aDE | UK28 (6 Wo.)UK | US62 (2 Wo.)US | Rock10 (22 Wo.)Rock | Erstveröffentlichung: 21. September 2023 Doppel-A-Seite |                                                                                      |
| 2023 | More Than You Know[DE: ↑]      | DE— aDE | UK99 (1 Wo.)UK[US: ↑] | US62 (2 Wo.)US | Rock41 (2 Wo.)Rock | Erstveröffentlichung: 21. September 2023 Doppel-A-Seite |                                                                                      |
| 2023 | Dance with Me                  | — | UK55 (2 Wo.)UK | — | Rock28 (3 Wo.)Rock | Erstveröffentlichung: 5. Oktober 2023                   |                                                                                      |
| 2023 | Fell in Love                   | — | — | — | Rock34 (2 Wo.)Rock | Erstveröffentlichung: 13. Oktober 2023                  |                                                                                      |
| 2023 | You Don’t Know What You’ve Got | — | — | — | Rock49 (1 Wo.)Rock | Erstveröffentlichung: 18. Oktober 2023                  |                                                                                      |
| Folgende Lieder erschienen nicht als Single, wurden aber durch das Album zum Download und Streaming bereitgestellt und konnten somit eine Platzierung erlangen: |                                | | | | |                                                         |                                                                                      |
| |                                | | | | |                                                         |                                                                                      |
| 2023 | Anthem, Pt. 3                  | — | UK48 (1 Wo.)UK | — | Rock22 (2 Wo.)Rock | Charteinstieg: 2. November 2023                         |                                                                                      |
| 2023 | Terrified                      | — | — | — | Rock38 (1 Wo.)Rock | Charteinstieg: 4. November 2023                         |                                                                                      |
| 2023 | When We Were Young             | — | — | — | Rock48 (1 Wo.)Rock | Charteinstieg: 4. November 2023                         |                                                                                      |
| 2023 | Blink Wave                     | — | — | — | Rock50 (1 Wo.)Rock | Charteinstieg: 4. November 2023                         |                                                                                      |

### Auszeichnungen für Musikverkäufe
| Land/Region                  | Auszeichnungen für Musikverkäufe (Land/Region, Auszeichnung, Verkäufe) | Verkäufe |
| ---------------------------- | ---------------------------------------------------------------------- | -------- |
| Kanada (MC)                  | Gold                                                                   | 40.000   |
| Vereinigtes Königreich (BPI) | Silber                                                                 | 60.000   |
| Insgesamt                    | 1× Silber · 1× Gold ·                                                  | 100.000  |